# Rhophitulus saltensis
Rhophitulus saltensis là một loài Hymenoptera trong họ Andrenidae. Loài này được Friese mô tả khoa học năm 1908.